# Bronisław Bukowski
Bronisław Bukowski (ur. 6 października 1893 w Pręgowie, zm. 11 maja 1965 w Gdańsku) – inżynier budownictwa, specjalista technologii żelbetownictwa, twórca polskiej szkoły technologii betonu, profesor Politechniki Gdańskiej, społecznik, aktywny działacz Zrzeszenia Kaszubsko-Pomorskiego.

## Życiorys
Urodził się w rodzinie Wiktora (zm. 1936), rolnika i organisty, i Pauliny z domu Cymańskiej. Uczył się w szkole powszechnej w Pręgowie (1898–1904), następnie ukończył Gimnazjum Klasyczne w Pelplinie. W 1913 zdał maturę w gimnazjum w Wejherowie i wstąpił na Wydział Budownictwa Lądowego Technische Hochschule Danzig, jednak studia przerwała mu I wojna światowa. Przebywał na froncie w szeregach armii niemieckiej. Od 17 czerwca 1919 w Wojsku Polskim został przydzielony do I batalionu kolejowego wielkopolskiego. 23 czerwca 1919 został mianowany porucznikiem ze starszeństwem z dniem 1 grudnia 1916 roku. Uczestniczył w wojnie polsko-bolszewickiej. 
Studia wznowił dopiero w 1920 i jako student brał czynny udział w polskich organizacjach Wolnego Miasta Gdańska, wygłaszając odczyty i pogadanki. W 1922 wyróżniająco ukończył Politechnikę. Pozostając obywatelem WMG przeniósł się w 1925 do Warszawy, gdzie przebywał aż do zakończenia II wojny światowej.
Od 14 stycznia 1928 był mężem Ireny Marii z Bogowolskich (ur. 1907). Ojciec Zbigniewa Jerzego, archeologa, oraz Mirosława Andrzeja, kompozytora.
Zmarł w Gdańsku, pochowany na cmentarzu parafialnym w Pręgowie.

### Praca naukowa
Po wszechstronnej praktyce inżynierskiej w 1930 rozpoczął pracę dydaktyczno-naukową na Politechnice Warszawskiej. W 1936 uzyskał stopień doktora nauk technicznych. Jako obywatel Wolnego Miasta Gdańska przyjeżdżał na każde wybory do Volkstagu (sejmu Wolnego Miasta), by oddać swój głos na polską listę wyborczą. Podczas okupacji mieszkał z rodziną w Gołkowie, gdzie tworzył monografię „Technologia betonu i zapraw”, którą w czterech tomach wydał na własny koszt w 1946. W czasie wojny uczył na tajnym Wydziale Architektury Politechniki Warszawskiej. W tym czasie pracował również nad pracą habilitacyjną „Dźwięk i budowa”, którą wydrukował w 1948. Bezpośrednio po wojnie powrócił do Gdańska, gdzie na Politechnice organizował i następnie objął Katedrę Budownictwa Żelbetowego. Był wybitnym naukowcem w dziedzinie technologii i konstrukcji betonowych, opublikował ok. 110 artykułów w czasopismach krajowych i zagranicznych. Opracował również ponad 500 ekspertyz naukowych i technicznych, przyczyniając się do uratowania obiektów budowlanych przez zniszczeniem. W 1956 otrzymał tytuł naukowy profesora zwyczajnego za całokształt osiągnięć naukowych.

### Zainteresowania
W 1927 opublikował „Szkic historyczny Polskiej Korporacji Akademickiej ‘Wisła’ od 1904 do 1921”. W 1945 reaktywował Polski Związek Inżynierów Oddział w Gdańsku i był jego pierwszym prezesem. Po wojnie brał czynny udział w odbudowie zniszczonego Gdańska, zwłaszcza zaangażował się w uratowanie od zawalenia kościoła Mariackiego i ściany wschodniej kościoła św. Jana w Gdańsku. Potrafił łączyć w sposób harmonijny rzetelną wiedzę techniczną z zamiłowaniem do nauk humanistycznych – muzyki i sztuki. Ponadto miał wielki talent prostego wykładania swoich myśli, zarówno w publikacjach, jak też rozmowach z ludźmi o różnym stopniu wykształcenia i inteligencji.
W uznaniu jego zasług ułożono wiersz:

Twardą pracą stworzył swoje dzieło
twardy jak beton był jego trud
unerwiony jak żelbeton był jego charakter

## Ordery i odznaczenia
- Krzyż Oficerski Orderu Odrodzenia Polski
- Złoty Krzyż Zasługi (1938)
- Medal 500-lecia Gdańska (1961)
- Odznaka „Za zasługi dla Gdańska” (1961)
- Złota Odznaka Związku Inżynierów i Techników (1961)

Źródło:.

## Nagrody
- Nagroda Naukowa Miasta Gdańska w dziedzinie techniki (1961)

## Upamiętnienie
Jest patronem jednej z uli w Gdańsku, Zespołu Szkół Budowlanych w Gdyni oraz Zespołu Szkół nr 7 w Koszalinie.